# Jaan Bergmann
Jaan Bergmann (Soosaare, Kolga-Jaani, 1856. december 29. – Paistu, 1916. június 25.) észt költő, evangélikus lelkész.

## Élete
Iskoláit Põltsamaa-ban és Tallinnban végezte, 1877 és 1882 közt pedig a Tartui Egyetemen hallgatott teológiát. Egy éves próbaidőt követően Jakob Hurttal közösen Szentpéterváron, 1884-től haláláig Paistuban volt lelkész.
Még középiskolai tanulmányai alatt kezdett észt nyelvre fordítani verseket, elsősorban klasszikus nyelvekből és németből. Korában megszokott módon nem volt éles határ a fordítás, az átdolgozás és a saját költészet közt, főleg, hogy a publikálás során sok esetben a forrásokat sem adták meg. Így történhetett, hogy Bergmann egy eredetinek tekintett verséről csak a későbbi kutatás derítette ki, hogy valójában Emanuel Geibel egy alkotásának fordítása. Bergmann arra törekedett, hogy bemutassa: tökéletesen megformált, klasszikus alkotásokat észt nyelven is lehet alkotni, ez önmagában is mutatja munkássága fontosságát az észt költészeti nyelv fejlődése szempontjából. Munkái a hagyományos hazaszeretetről illetve a szerelemről szólnak, e témákat Lydia Koidula vezette be az észt költészetbe. Begmann szerkesztői munkássága is Koidulához köthető, ő volt az első szerkesztője egy átfogó Koidula-versgyűjteménynek. A kiadásban nagyon önkényesen járt el, az ízlésével nem egyező tartalmakat megváltoztatta. Önálló költészetében elsősorban a balladák jelentősek, ezek egy része az iskolai tankönyvek révén vált ismertté. Leghíresebb a Der getreue Ülo című balladája, amelyben a főszereplő egy ostromlott városba visz hírt a hamarosan megérkező segítségről, de emiatt hősi halált hal. Rengeteg vallásos költeményt is alkotott, valamint elkészítette a Biblia új észt fordítását, amelyből csupán részletek jelentek meg.

## Válogatott munkái
- Jutud, salmused, laulud, mis wõõraist keeldeist ümbertõlkinud ehk ise luuletanud. Bergmann, Tallinn 1875.
- Ööwahi uus aasta. Heinrich Laakmann, Tartu 1877.
- Koidutäht ja teisi luuletusi. Eesti Riiklik Kirjastus, Tallinn 1957.
- Laulud. Tartu 1923

## Fordítás
- Ez a szócikk részben vagy egészben  a   Jaan Bergmann című német Wikipédia-szócikk ezen változatának fordításán alapul.  Az eredeti cikk szerkesztőit annak laptörténete sorolja fel. Ez a jelzés csupán a megfogalmazás eredetét és a szerzői jogokat jelzi, nem szolgál a cikkben szereplő információk forrásmegjelöléseként.